# NGC 3580
NGC 3580 é uma galáxia lenticular (S0) localizada na direcção da constelação de Leo. Possui uma declinação de +03° 39' 27" e uma ascensão recta de 11 horas, 13 minutos e 16,0 segundos.
A galáxia NGC 3580 foi descoberta em 1877 por Ernst Wilhelm Leberecht Tempel.